# Sân vận động Maktoum bin Rashid Al Maktoum
Sân vận động Maktoum bin Rashid Al Maktoum (tiếng Ả Rập: ملعب مكتوم بن راشد آل مكتوم) là một sân vận động đa năng ở Dubai, Các Tiểu vương quốc Ả Rập Thống nhất. Sân hiện được sử dụng chủ yếu cho các trận đấu bóng đá và là sân nhà của câu lạc bộ Al Shabab Al Arabi Club của UAE Pro-League, nhưng sau khi Al Shabab hợp nhất với Al Ahli và Dubai để tạo thành Shabab Al-Ahli Dubai FC, sân đã trở thành một sân vận động phụ của Shabab Al Ahli. Sân vận động có sức chứa 12.000 khán giả.